# Île Kaoteng
L'île Kaoteng (chinois traditionnel: 高登島, Gāodēng Dǎo) ou à l'origine île Xiamu (chinois:下目, Xiàmù), est rattachée à l'île de Beigan. Elle mesure 2 km du nord au sud et 0,92 km d'est en ouest; couvrant une superficie de 1,84 km2. Elle est située dans la partie orientale du comté de Lienchiang au nord-est de l'île Mazulie et à 9 kilomètres de la Chine continentale. 

## Histoire
L'île fut exploitée à partir de la 14e année de la dynastie Yuan (1276-1368).
Au cours de la première année du règne de Hongwu sous la dynastie Ming (1368-1644), les pêcheurs de la péninsule de Huangqi s'installèrent sur l'île et vivaient dans le nord. 
L’île de Kaoteng, séparée de seulement 9,25 km de la péninsule de Beijiao sur le continent, est l’île la plus proche de la Chine continentale. Les pêcheurs l’appelaient autrefois "下目" (Xiamu). Son nom figure dans les archives historiques depuis la 40e année du règne de l'empereur Ming Jiajing (1561) lorsque le cartographe Zheng Ruozeng élabora la "Carte des monts et dunes côtiers du Fujian" (福建沿海山沙圖, Fújiàn yánhǎi shān shā tú) dans son "Traité illustré de défense navale sur dix-mille lieues" (萬裡海防圖論, Wàn lǐ hǎifáng tú lùn). Cependant, le nom de l'île est orthographié "下木" au lieu de "下目" dans les "Archives d'inspection du Guangdong et du Fujian" (粵閩巡視記略, Yuè mǐn xúnshì jì lüè) élaboré par Du Zhen, sous le règne de l'empereur Kangxi (1661-1722) de la dynastie Qing.  
En 1895, sous le règne de l'empereur Guangxu, Chen Shoupeng traduisit la "Carte des places fortes du district de Jianghai" (中國江海險要圖誌, Zhōngguó jiānghǎi xiǎnyào tú zhì) du Bureau des cartes de la marine britannique qui nomma l'île "Pai sha" ou "Gordon". Chen le traduisit par "Gaoteng". Le terme "Gordon", un nom de famille britannique, fut choisi par la marine britannique pour commémorer le général Charles George Gordon qui réprima la révolte des Taiping. 
En 1903, Zhu Zhengyuan, dans sa "Carte du littoral du Fujian"(福建沿海圖說, Fújiàn yánhǎi túshuō), répertoria l'île sous le nom de "戈登島" (Gēdēng dǎo) . La même année, Yu Hongjun nomma l'ile "哥登島" (Gēdēng dǎo) dans sa "Nouvelle carte des bastions littoraux"(新編沿海險要圖說, Xīnbiān yánhǎi xiǎnyào túshuō). Les appellations "高唐", "高登", "戈登", "哥登" mentionnées ci-dessus proviennent tous du nom "Gordon". Parmi ceux-ci, les informations enregistrées par le ministère de la Défense de la République de Chine en 1943 indiquaient île "Kaoteng" (高登). Il est évident qu'avant la partition de la Chine en 1949, l'appellation "高登" était déjà employée. 
L'occupation de l'île persista après l'établissement d'une garnison de l'armée chinoise. Selon les écrits de Zhu Zhengyuan, environ 50 personnes résidaient sur l'île de Kaoteng au cours du règne de Guangxu. Lorsque l'armée de la République de Chine stationna sur l'île en 1945, il restait encore trois habitants, mais l'armée aida à leur déménagement. En raison de sa position par rapport la Chine continentale, on construisit des installations militaires et défensives très fortifiées terrestres et souterraines. 
En raison des relations hostiles naissantes entre les deux côtés du détroit, l'exigence de préparation à la guerre contribua au développement et à la construction d'installations militaires, surtout sur l'île Kaoteng, la plus proche de la Chine continentale. Selon la vision de l’armée taïwanaise, si l'île tombe sous la main des communistes, la ligne de défense des îles Matsu formera une brèche. Si l'armée occupe l'île en premier, ce point stratégique deviendra son fer de lance contre l'armée communiste. Dans ce contexte historique, des troupes d'infanterie lourde ont été déployées sur l'île au cours des années 1940. En raison de la portée de tir des communistes, les installations militaires, les centrales électriques ainsi que les usines de dessalement d'eau de mer furent toutes dissimulées dans une galerie souterraine. Toutes les unités militaires furent interconnectées par ce passage souterrain comme une toile d'araignée. 
À l'ère de la confrontation entre le Kuomintang et le Parti communiste, on procéda à des échanges de tirs d'artillerie continuels des deux côtés du détroit, et l'île Kaoteng, située au premier plan, fut souvent le théâtre d'attaques sporadiques et de harcèlement. Du fait de la forte mobilisation de l'armée taïwanaise, l'ancien ministre de la Défense, Yu Dawei, se rendit à plusieurs reprises sur l'île pour inspecter la défense et la construction des installations militaires. La construction des installations militaires, en particulier le port et le réservoir, furent nommés « Dawei Port » et « Dawei Reservoir », en mémoire des difficultés rencontrées par les troupes durant les premières années. Après 1991, la réduction continue des effectifs militaires dans la région des îles Matsu, en raison du changement de la situation entre les deux Chine, explique celle de l'île Kaoteng et le caractère de plus en plus secondaire de son statut militaire. Sous des décennies de contrôle militaire, l’île Kaoteng conserva ses caractéristiques naturelles originales et présente aujourd'hui un grand potentiel pour l’écotourisme. Toutefois, elle reste difficile à visiter en raison de son statut de territoire sous contrôle militaire. Le gouvernement local s'emploie activement dans la manière d'équilibrer les besoins militaires futurs avec le développement touristique. 

## Lieux d'intérêt touristique
- Port de Dawei: Situé dans le sud de l'île, il s'agit d'un port militaire portant le nom de l'ancien ministre de la Défense taïwanaise, Yu Dawei.
- Réservoir Dawei: Situé lui aussi dans le sud de l'île, il a été construit en décembre 1970 et porte lui aussi le nom de l'ancien ministre de la Défense.
- Port de Tiejian: Situé au sud-ouest de l'île, il porte le nom de "l'île de Tiejian".
- Statue de Wang Xitian: située dans le nord de l'île, à proximité du port de Nan'ao, elle représente un soldat qui, le soir du 21 novembre 1954, fut grièvement blessé par des hommes grenouilles de l'armée chinoise alors qu'il effectuait une mission sentinelle. Cependant, en capturant vivant un homme grenouille, il fut élu "héros de combat" la même année. C'était aussi la première fois que l'armée taïwanaise capturait un soldat amphibien de l'armée communiste chinoise, ce qui reçut la célébration de tous milieux. En 1981, l'armée nationale sculpta cette statue à une fin de commémoration[1]. Il est inscrit « Wang Xitian est ici, le groupe de démon l'évite » sur le mur de pierre à proximité[2].